# Верхньоказимське сільське поселення
Верхньокази́мське сільське поселення (рос. Верхнеказымское сельское поселение) — сільське поселення у складі Білоярського району Ханти-Мансійського автономного округу Тюменської області Росії.
Адміністративний центр та єдиний населений пункт — селище Верхньоказимський.
Населення сільського поселення становить 1874 особи (2017; 2007 у 2010, 1715 у 2002).